# Salomonrall
Salomonrall (Gallirallus woodfordi) är en fågel i familjen rallar inom ordningen tran- och rallfåglar. Den förekommer enbart i Salomonöarna. Vissa delar upp den i tre olika arter. 

## Utseende och läte
Salomonrallen är en kortstjärtad flygoförmögen rall med mycket mörk fjäderdräkt som ofta verkar svart. Den är mörkbrun på vingar och rygg, medan den är svart på hals, huvud och undersida. Näbben är gulaktig eller grå. Bland lätena hörs en serie med vassa gnyn och skriande "kik-kik".

## Utbredning och systematik
Salomonrallen är endemisk för Salomonöarna. Den delas in i tre underarter med följande utbredning:
- Gallirallus woodfordi tertius – förekommer på Bougainville
- Gallirallus woodfordi immaculatus – lokalt på Santa Isabel
- Gallirallus woodfordi woodfordi – på Guadalcanal

Birdlife International och IUCN upplyfter tertius och immaculatus till goda arter.

### Släktestillhörighet
Arten placeras traditionellt i släktet Nesoclopeus, men DNA-studier visar att detta är inbäddat i Gallirallus.

## Levnadssätt
Salomonrallen hittas i fuktiga låglänta gräsmarker och gräsrika områden i skog. 

## Status
IUCN bedömer hotstatus för underarterna var för sig, alla som livskraftiga.

## Namn
Fågelns vetenskapliga artnamn hedrar Charles Morris Woodford (1853–1927), brittisk naturforskare och Resident Commissioner i Salomonöarna 1896–1914.